# Marie Armande de La Trémoille
Marie Armande de La Trémoille (Marie Armande Victoire; 1677 – Parigi, 5 marzo 1717) è stata una nobildonna francese e principessa di Turenne per matrimonio.
I suoi attuali discendenti includono il Principe di Guéméné e l'attuale Principe di La Trémoille.

## Biografia
La maggiore di due figli, i suoi genitori furono Charles Belgique Hollande de La Trémoille, duca de Thouras, e duca de La Trémoille e Madeleine de Créquy. Fu fidanzata ad un lontano cugino Emmanuel Théodose de La Tour d'Auvergne, (1668–1730), figlio ed erede di Goffredo Maurizio de La Tour d'Auvergne, duca di Bouillon, (1641–1721), un titolo del Sacro Romano Impero che risale fino al 1456, ed un territorio attribuito al Sacro Romano Impero confinante all'attuale ducato del Lussemburgo e Belgio ma conquistato ed annesso alla Francia rivoluzionaria, solo dopo il 1795. La madre di Emmanuel Théodose era Maria Anna Mancini, nipote del Cardinale Mazzarino.
In quanto erede del Ducato di Bouillon, suo marito era titolato Principe di Turenne. La coppia si sposò il 1º febbraio 1696 nella cappella dell'Hôtel de Crequi a Parigi, la residenza cittadina di suo nonno materno. La coppia ebbe sette figli, due dei quali ebbero figli a loro volta; è attraverso sua figlia Marie Hortense, che il Casato di La Trémoille ed il Principe di Ligne sono suoi discendenti. Attraverso suo figlio Charles Godefroy, il Principe di Guéméné del Casato di Rohan sono diretti discendenti.
Attraverso suo padre, era una cugina di secondo grado di Philippe d'Orléans, Reggente di Francia per il piccolo Luigi XV.
La Principessa di Turenne morì a Parigi all'Hôtel de Bouillon. Suo marito si risposò altre tre volte; prima nel 1719 con Louise Françoise Angélique Le Tellier (morta nel 1719) una nipote di Louvois; nuovamente nel 1720 con Anne Marie Christiane de Simiane (morta nel 1722) e di nuovo ancora nel 1725 con Louise Henriette Françoise de Lorraine.

## Figli
- Armande de La Tour d'Auvergne (28 agosto 1697 – 13 aprile 1717) sposò Luigi II di Melun, Principe di Epinoy, Duca di Joyeuse (1694–1724)
- Marie Madeleine de La Tour d'Auvergne (22 ottobre 1698 – 25 settembre 1699) morì nell'infanzia;
- X de La Tour d'Auvergne (28 dicembre 1699 – 30 dicembre 1699);
- Goffredo Maurizio de La Tour d'Auvergne, Principe di Turenne (4 maggio 1701 – 9 gennaio 1705) morì nell'infanzia;
- Frédéric Maurice Casimir de La Tour d'Auvergne, Principe di Turenne, sposò Maria Carolina Sobieska, figlia di Giacomo Luigi Sobieski e sorella di Maria Clementina Sobieska; morì in un incidente a Strasburgo; senza figli;
- Marie Hortense Victoire de La Tour d'Auvergne (27 gennaio 1704 – 1741) sposò Charles Armand René de La Trémoille ed ebbe figli;
- Charles Godefroy de La Tour d'Auvergne, Duca di Bouillon, sposò la vedova di suo fratello Maria Carolina Sobieski ed ebbe figli;

## Titoli, appellativi, onorificenze e stemma

### Titoli ed appellativi
- 1677 – 1º febbraio 1696 Sua Altezza Mademoiselle de Thouars
- 1º febbraio 1696 – 5 marzo 1717 Sua Altezza la Principessa di Turenne

## Ascendenza
|                                              |                          |                                            | Genitori                                   |  |  | Nonni |  |  | Bisnonni                 |  |  | Trisnonni                  |  |
|                                              |                          |                                            |                                            |  |  |       |  |  | 8. Henri de La Trémoille |  |  | 16. Claude de La Trémoille |  |
|                                              |                          |                                            |                                            |  |  |       |  |  | 8. Henri de La Trémoille |  |  | 16. Claude de La Trémoille |  |
|                                              |                          | 17. Charlotte Brabantina van Oranje-Nassau |                                            |  |  |       |  |  | 8. Henri de La Trémoille |  |  |                            |  |
| 4. Henri Charles de La Trémoille             |                          |                                            |                                            |  |  |       |  |  | 8. Henri de La Trémoille |  |  |                            |  |
|                                              |                          | 9. Marie de La Tour d'Auvergne             | 18. Henri de La Tour d'Auvergne            |  |  |       |  |  |                          |  |  |                            |  |
|                                              |                          | 9. Marie de La Tour d'Auvergne             | 18. Henri de La Tour d'Auvergne            |  |  |       |  |  |                          |  |  |                            |  |
|                                              |                          | 9. Marie de La Tour d'Auvergne             | 19. Elisabeth van Oranje-Nassau            |  |  |       |  |  |                          |  |  |                            |  |
| 2. Charles Belgique Hollande de La Trémoille |                          | 9. Marie de La Tour d'Auvergne             |                                            |  |  |       |  |  |                          |  |  |                            |  |
|                                              |                          | 10. Wilhelm V von Hessen-Kassel            | 20. Moritz von Hessen-Kassel               |  |  |       |  |  |                          |  |  |                            |  |
|                                              |                          | 10. Wilhelm V von Hessen-Kassel            | 20. Moritz von Hessen-Kassel               |  |  |       |  |  |                          |  |  |                            |  |
|                                              |                          | 10. Wilhelm V von Hessen-Kassel            | 21. Agnes zu Solms-Laubach                 |  |  |       |  |  |                          |  |  |                            |  |
| 5. Emilie von Hessen-Kassel                  |                          | 10. Wilhelm V von Hessen-Kassel            |                                            |  |  |       |  |  |                          |  |  |                            |  |
|                                              |                          | 11. Amalie Elisabeth von Hanau-Münzenberg  | 22. Philipp Ludwig II von Hanau-Münzenberg |  |  |       |  |  |                          |  |  |                            |  |
|                                              |                          | 11. Amalie Elisabeth von Hanau-Münzenberg  | 22. Philipp Ludwig II von Hanau-Münzenberg |  |  |       |  |  |                          |  |  |                            |  |
|                                              |                          | 11. Amalie Elisabeth von Hanau-Münzenberg  | 23. Catharina Belgica van Oranje-Nassau    |  |  |       |  |  |                          |  |  |                            |  |
| 1. Marie Armande de La Trémoille             |                          | 11. Amalie Elisabeth von Hanau-Münzenberg  |                                            |  |  |       |  |  |                          |  |  |                            |  |
|                                              | 12. Charles II de Créquy | 24. Charles I de Créquy                    |                                            |  |  |       |  |  |                          |  |  |                            |  |
|                                              | 12. Charles II de Créquy | 24. Charles I de Créquy                    |                                            |  |  |       |  |  |                          |  |  |                            |  |
|                                              | 12. Charles II de Créquy | 25. Françoise de Bonne                     |                                            |  |  |       |  |  |                          |  |  |                            |  |
| 6. Charles III de Créquy                     | 12. Charles II de Créquy |                                            |                                            |  |  |       |  |  |                          |  |  |                            |  |
|                                              |                          | 13. Anne de Grimoard de Beauvoir           | 26. Claude Grimoard de Beaurevoir          |  |  |       |  |  |                          |  |  |                            |  |
|                                              |                          | 13. Anne de Grimoard de Beauvoir           | 26. Claude Grimoard de Beaurevoir          |  |  |       |  |  |                          |  |  |                            |  |
|                                              |                          | 13. Anne de Grimoard de Beauvoir           | 27. Marie d'Albert de Luynes               |  |  |       |  |  |                          |  |  |                            |  |
| 3. Madeleine Marguerite de Créquy            |                          | 13. Anne de Grimoard de Beauvoir           |                                            |  |  |       |  |  |                          |  |  |                            |  |
|                                              |                          | 14. Gilles de Saint-Gelais                 | 28. Artus de Saint-Gelais                  |  |  |       |  |  |                          |  |  |                            |  |
|                                              |                          | 14. Gilles de Saint-Gelais                 | 28. Artus de Saint-Gelais                  |  |  |       |  |  |                          |  |  |                            |  |
|                                              |                          | 14. Gilles de Saint-Gelais                 | 29. Françoise de Souvré                    |  |  |       |  |  |                          |  |  |                            |  |
| 7. Anne-Armande de Saint-Gelais              |                          | 14. Gilles de Saint-Gelais                 |                                            |  |  |       |  |  |                          |  |  |                            |  |
|                                              |                          | 15. Marie de La Vallée-Fossez              | 30. Gabriel de La Vallée-Fossez            |  |  |       |  |  |                          |  |  |                            |  |
|                                              |                          | 15. Marie de La Vallée-Fossez              | 30. Gabriel de La Vallée-Fossez            |  |  |       |  |  |                          |  |  |                            |  |
|                                              |                          | 15. Marie de La Vallée-Fossez              | 31. Nicole Françoise de Malhortie          |  |  |       |  |  |                          |  |  |                            |  |
|                                              |                          | 15. Marie de La Vallée-Fossez              |                                            |  |  |       |  |  |                          |  |  |                            |  |